# Puig Pelat (Vilaplana)
El Puig Pelat és una muntanya de 1076 metres que es troba al municipi de Vilaplana, a la comarca catalana del Baix Camp.
Aquest cim està inclòs al llistat dels 100 cims de la FEEC. 